# 블라디미르 멘쇼프
블라디미르 발렌티노비치 멘쇼프(러시아어: Влади́мир Валенти́нович Меньшо́в, 1939년 9월 17일 ~ 2021년 7월 5일)는 소련의 영화 감독, 각본가, 영화배우, 영화 프로듀서, 진행자, 강사, 배우, TV 사회자이다.
아제르바이잔 SSR 바쿠에서 태어났고, 2021년 7월 5일 코로나바이러스감염증-19으로 사망하였다.

## 영화
- 레닌그라드 대공습(2019년) - 안톤 이바노비치 역
- 레전드 넘버17(2012년)
- 왓 맨 토크 어바웃 2(2011년)
- 제너레이션 P(2011년) - 파르세이킨 역
- 오, 럭키맨!(2009년)
- 묵시록 코드(2007년)
- 데이 워치(2006년)
- 나이트 워치(2004년)
- 신들의 질투(2000년)
- 제로 시티(1988년)
- 모스크바는 눈물을 믿지 않는다(1980년)